# Kanton Laplume
Kanton Laplume (francouzsky Canton de Laplume) je francouzský kanton v departementu Lot-et-Garonne v regionu Akvitánie. Tvoří ho devět obcí.

## Obce kantonu
- Aubiac
- Brax
- Estillac
- Laplume
- Marmont-Pachas
- Moirax
- Roquefort
- Sainte-Colombe-en-Bruilhois
- Sérignac-sur-Garonne